# Моисеевка (Светлогорский район)
Моисеевка (бел. Майсе́еўка) — деревня в Паричском сельсовете Светлогорского района Гомельской области Республики Беларусь. На юге граничит с лесом.

## География

### Расположение
В 40 км на северо-запад от Светлогорска, 37 км от железнодорожной станции Светлогорск-на-Березине (на линии Жлобин — Калинковичи), 143 км от Гомеля.

## Транспортная сеть
Транспортные связи по просёлочной, затем автомобильной дороге Бобруйск — Светлогорск. Планировка состоит из прямолинейной улицы, ориентированной с юго-востока на северо-запад, на востоке к которой присоединяется прямолинейная улица, близкой к меридиональной ориентации. Застройка двусторонняя, деревянная, усадебного типа.

## История
Согласно письменным источникам известна с XIX века как селение в Паричской волости Бобруйского уезда Минской губернии. Поместье Моисеевка в 1872 году во владении помещицы В. Воеводской. В 1879 году обозначена в числе селений Королёвослободского церковного прихода. В 1910 году открыта школа, которая размещалась в наёмном крестьянском доме. В 1917 году рядом находилась одноимённая околица.
В 1931 году организован колхоз «Звезда», работала кузница. 13 жителей были репрессированы. Согласно переписи 1959 года центр КСУП «Залесье». Располагались средняя школа, Дом культуры, библиотека, фельдшерско-акушерский пункт, отделение связи, столовая, магазин.
До 16 декабря 2009 года в составе Козловского сельсовета, с 16 декабря 2009 года в составе Паричского поселкового Совета депутатов, с 12 декабря 2013 года в составе Паричского сельсовета.

## Население

### Численность
- 2021 год — 143 жителя

### Динамика
- 1908 год — 29 дворов, 211 жителей
- 1917 год — 42 двора, 306 жителей; одноимённая околица 31 двор, 143 жителя
- 1925 год — в деревне и околице 69 дворов
- 1959 год — 453 жителя (согласно переписи)
- 2004 год — 115 хозяйств, 245 жителей
- 2021 год — 143 жителя